# Operation Battleaxe
1940: Italienische Invasion Ägyptens – Operation Compass
1941: Unternehmen Sonnenblume – Belagerung von Tobruk – Operation Battleaxe – Operation Crusader
1942: Unternehmen Theseus – Erste Schlacht von El Alamein – Schlacht von Alam Halfa – Zweite Schlacht von El Alamein – Operation Torch
1943: Tunesienfeldzug
Die Operation Battleaxe (ursprünglicher Deckname: Operation Bruiser; manchmal auch als Schlacht von Sollum bezeichnet) war ein militärisches Unternehmen der Alliierten in Nordafrika während des Zweiten Weltkriegs. Es war der zweite Versuch, die von den Achsenmächten seit April 1941 belagerte Stadt Tobruk zu entsetzen. Die Operation scheiterte nach nur drei Tagen, wobei die britische 8. Armee hohe Verluste an Panzern und Material hinnehmen musste und schlussendlich nur knapp der Einkesselung und Vernichtung entgehen konnte. Als Folge des Fehlschlags wurde Archibald Wavell als Oberkommandierender des Middle East Command abberufen und durch Claude Auchinleck ersetzt.

## Hintergrund
Italien hatte Frankreich und Großbritannien am 10. Juni 1940 den Krieg erklärt. Der italienische Diktator Benito Mussolini ging von einem nur kurzen Krieg aus und hoffte, durch ein Bündnis mit dem Deutschen Reich einige der Gebietsansprüche Italiens befriedigen zu können. In Nordafrika bestanden diese zum einen aus einer Vergrößerung der Kolonie Italienisch-Libyen Richtung Westen um das französische Protektorat Tunesien. In östliche Richtung strebte Italien eine Kontrolle über Ägypten und den strategisch wichtigen Sueskanal an sowie die Herstellung einer direkten Landverbindung zu seinen Kolonien in Ostafrika. Nachdem Frankreich im Westfeldzug geschlagen worden war und Tunesien zum nun verbündeten Vichy-Frankreich gehörte, richteten sich die italienischen Expansionsziele in Nordafrika ganz auf Ägypten. Am 9. September 1940 marschierte Italien schließlich mit der 10. Armee in Ägypten ein, und der Krieg in Nordafrika begann.

## Kriegsverlauf in Nordafrika
Die Invasion verlief allerdings wenig erfolgreich und kam aufgrund der schlechten Versorgung und Ausrüstung der Truppen nur wenig mehr als 100 km hinter der ägyptisch-libyschen Grenze zum Stehen. Am 8. Dezember starteten die Alliierten mit der Operation Compass eine Gegenoffensive. Das ursprünglich auf nur wenige Tage begrenzte und der Vertreibung der italienischen Armee aus Ägypten gerichtete Unternehmen erwies sich als derart erfolgreich, dass der Vormarsch bis nach Libyen fortgesetzt wurde. Bis Anfang Februar 1941 hatten die alliierten Truppen die Kyrenaika bis einschließlich El Agheila besetzt und die 10. italienische Armee nahezu restlos aufgerieben.
Die vollständige Einnahme Italienisch-Libyens unterblieb allerdings, da Teile der in Nordafrika eingesetzten alliierten Truppen zur Abwehr des sich ankündigenden Balkanfeldzugs des Deutschen Reichs im April 1941 benötigt wurden. Während die Alliierten somit ab Februar 1941 Truppen zur Verteidigung Griechenlands abzogen, verschiffte Deutschland im so genannten Unternehmen Sonnenblume zeitgleich und heimlich erste Truppenkontingente nach Tripolis und begründete das Deutsche Afrikakorps. Nur wenige Wochen nach seinem Eintreffen ging das von Erwin Rommel kommandierte Afrikakorps zusammen mit den italienischen Divisionen in Libyen zu einer erneuten Offensive über. Die wenigen und überwiegend unerfahrenen alliierten Truppen zogen sich hastig aus der Kyrenaika wieder zurück.
Im Laufe des April waren die Achsenmächte erneut bis zum Halfaya-Pass auf ägyptisches Territorium vorgedrungen. Lediglich der strategisch bedeutsame Tiefwasserhafen Tobruk wurde weiterhin von einer alliierten Besatzung gehalten. Nachdem eine Reihe von Angriffen auf Tobruk im April und Anfang Mai 1941 gescheitert war, stellte sich Rommel zur Schonung seiner begrenzten Ressourcen auf eine längere Belagerung der Stadt ein. Das alliierte Oberkommando im Nahen Osten unter Archibald Wavell begann zeitgleich mit der Planung und Vorbereitung einer Gegenoffensive, um die Kontrolle über die Kyrenaika zurückzuerlangen und die belagerte Stadt zu entsetzen. Die erste Gegenoffensive, genannt Operation Brevity, startete bereits am 15. Mai, konnte allerdings wenig mehr als die Rückeroberung des Halfaya-Passes (und das auch nur bis zum 27. Mai) erreichen. Zeitgleich (20. Mai – 1. Juni 1941) wurde die Luftlandeschlacht um Kreta geführt, die, sollte das Deutsche Reich erfolgreich sein, die Luftunterstützung und die Versorgung der Achsenmächte deutlich verbessern würde. Aufgrund eines mit Ultra abgefangenen Funkspruchs von Friedrich Paulus, in dem dieser von seinem Frontbesuch bei Rommel berichtet und dessen Position vor Tobruk als schwach bezeichnete, gingen die Alliierten davon aus, dass das Afrikakorps mit einer groß angelegten Offensive schnell geschlagen werden könne.

## Vorbereitung auf die Offensive

### Alliierte Pläne

Kampfgebiet der Operation Battleaxe

Am 28. Mai gab Archibald Wavell die Befehle für die Operation Battleaxe aus. Diese sah drei Angriffsspitzen vor, von denen eine entlang der Küste bis zum Halfaya-Pass, die zweite entlang des großen Steilhangs bis Fort Capuzzo und Sollum, sowie die dritte zum Hafid-Bergrücken und den dort vermuteten deutschen Panzerkräften vorstoßen sollte. Die sollten dann zwischen den beiden letztgenannten Angriffskeilen eingeklemmt und vernichtet werden. Sobald die unmittelbar an der Front stehenden feindlichen Kräfte überwunden wären, würde die alliierte Armee nach Norden marschieren und zur Befreiung von Tobruk ansetzen. In den folgenden Wochen sollte dann schließlich die gesamte Kyrenaika besetzt werden.
Zur Unterstützung der Operation wurden starke Luftstreitkräfte nach Nordafrika verlegt. Diese sollten drei Tage vor Beginn der Bodenoffensive mit den Angriffen auf die Versorgungslinien des Gegners sowie auf Bengasi, dem wichtigsten Nachschubhafen der Achsenmächte, beginnen. Generalmajor Noel Beresford-Peirse, der Kommandant des XIII. Korps bekam den operativen Oberbefehl der Offensive. Generalmajor Frank Messervy befehligte die beiden Infanterieangriffsspitzen im Osten und Generalmajor Michael O’Moore Creagh die 7. Panzerdivision sowie ihre Unterstützungskräfte im Westen des Operationsgebietes. Der Beginn der Operation war ursprünglich für den 7. Juni angesetzt, musste aber schließlich auf den 15. Juni verschoben werden, da die für den Angriff vorgesehenen neuen Panzer überhaupt erst am 9. Juni in Alexandria eintrafen.

### Vorbereitung der Achsenmächte
Nach der Operation Brevity im Mai 1941, dem gescheiterten ersten Versuch der Alliierten, Tobruk zu entsetzen, war Rommel klar geworden, wie verwundbar die Frontlinie entlang der libysch-ägyptischen Grenze war. Zu deren Verstärkung ließ er zusätzliche Minenfelder und Panzerabwehrstellungen entlang der Küstenstraße (Via Balbia) errichten. Die Verteidigung der Grenze im Süden sollte die 15. Panzer-Division übernehmen. Durch abgefangenen und versehentlich unverschlüsselt gesendeten britischen Funkverkehr erfuhr Rommel am 8. Juni von den Plänen der bevorstehenden zweiten alliierten Offensive. Als Reaktion ließ er die 5. leichte Division in Stellungen südlich von Tobruk verlegen, so dass sie bei Bedarf schnell als mobile Reserve in mögliche Kämpfe an der Frontlinie eingreifen konnte. In der Nacht vor dem Beginn der Offensive ließ Rommel Tobruk intensiv mit Artillerie beschießen, um ein mögliches Eingreifen der dortigen Garnison in die Kämpfe zu verhindern.

## Beteiligte Streitkräfte

### Alliierte Kräfte

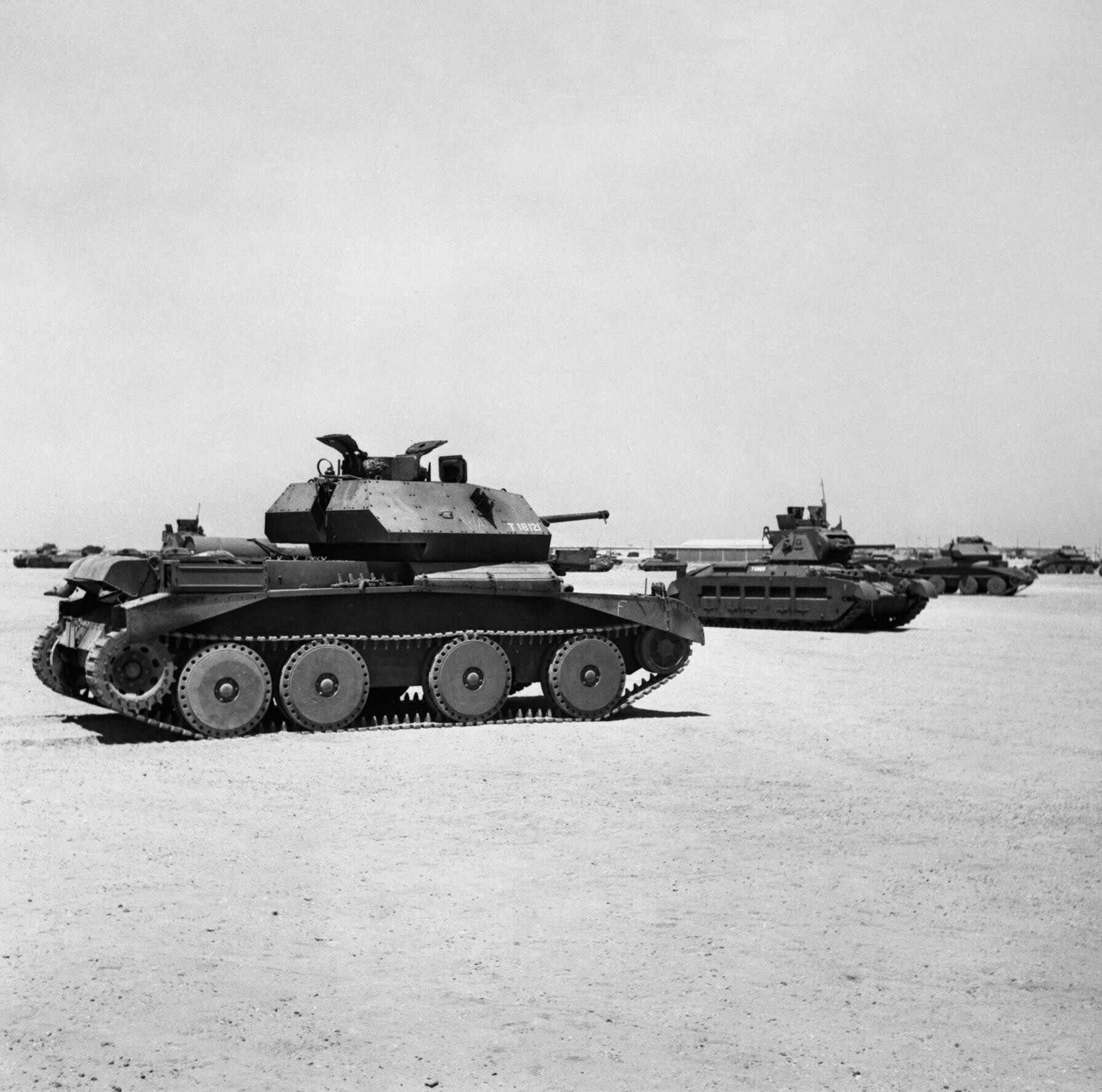
Britische Panzer in einem Depot in Ägypten, 5. September 1941

Während die Planung der Operation unter Leitung des britischen Oberbefehlshabers in Nordafrika, Archibald Wavell, erfolgte, führte General-Major Noel Beresford-Peirse schließlich den operationellen Oberbefehl über das XIII. Korps. Die beiden auf Fort Capuzzo und den Halfaya-Pass gerichteten Angriffsspitzen wurden von General-Major Frank Messervy geführt, während der Großteil der gepanzerten Kräfte, die in der auf den Hafid-Bergrücken zielenden Angriffsspitzen versammelt waren, unter dem Kommando von General-Major Michael O’Moore Creagh stand. Die Bodentruppen umfassten insgesamt etwa 20.000 Mann und ca. 190 Panzer, davon etwa 90 Cruiser-Panzer (etwa 40 ältere Modelle Cruiser MKI–IV, sowie 50 neuere Modelle MKVI). Sowohl die 4. indische Infanteriedivision als auch die 7. Panzerdivision waren unterbesetzt. Die 4. indische Division hatte nur eine ihrer Brigaden, die 11. indische Infanteriebrigade, während die anderen beiden, die 7. und die 4. indische Infanteriebrigade, in Syrien und Ostafrika stationiert waren. Um dies zu kompensieren, wurden ihr für die Operation die 22. Guards-Brigade sowie die 4. Brigade der 7. Panzerdivision beigeordnet. Die 7. Panzerdivision verfügte dementsprechend ebenfalls nur über zwei der üblichen drei Brigaden.
Zusätzlich wurden die Streitkräfte für diese Operation durch eine starke Luftwaffe, die so genannte Desert Air Force, unterstützt. Sie umfasste sechs Bomberstaffeln und acht Jägerstaffeln (105 bzw. 98 Flugzeuge) und stand unter dem Kommando von Arthur Coningham mit Hauptquartier in Maaten Baggush.
- XIII Corps, General-Major Noel Beresford-Peirse (am 3. Tag: Archibald Wavell)
  - 4. Indische Infanteriedivision, General-Major Frank Messervy
    - Divisionstruppen
    - 11. Indische Brigade
    - 22. Guards-Brigade
    - 4. Gepanzerte Brigade

  - 7. Panzerdivision, General-Major Michael O’Moore Creagh
    - Divisionstruppen
    - 7. Gepanzerte Brigade
    - Unterstützungsgruppe

### Achsenmächte

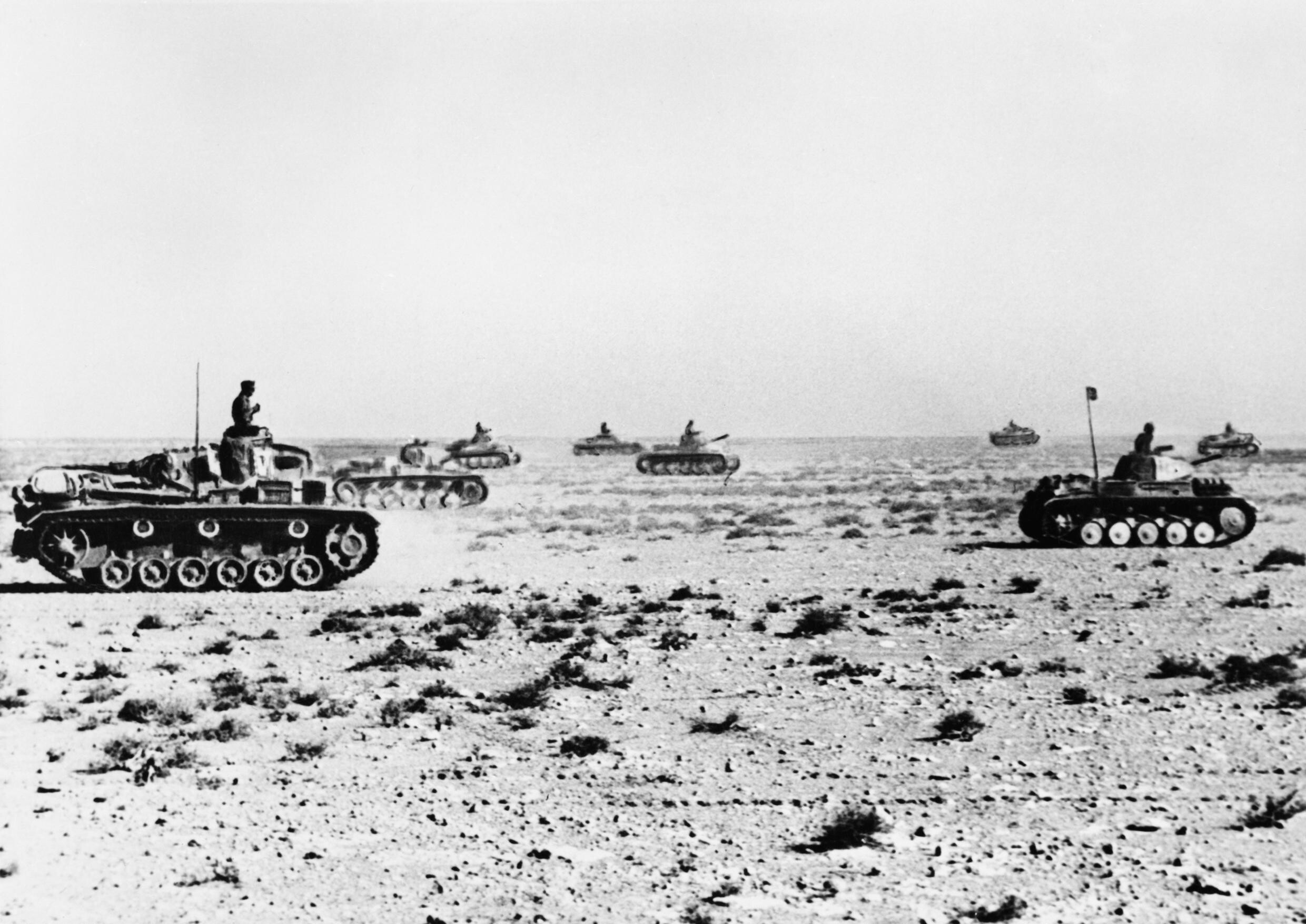
Deutsche Panzer werden kurz vor Beginn der Operation Battleaxe verlegt.

Ein Großteil der in der Kyrenaika stationierten Truppen war in der Belagerung von Tobruk gebunden. Die Sicherung der Grenzlinie zwischen Libyen und Ägypten wurde von Teilen der italienischen Division „Trento“ und der deutschen 15. Panzer-Division übernommen. Die italienische Division übernahm dabei die Sicherung des Raums Sollum/Fort Capuzzo, während die Panzerdivision westlich bzw. südlich entlang der Grenze stationiert war. Der strategisch wichtige Halfaya-Pass wurde von einer gemischten deutsch-italienischen Truppe unter dem Kommando von Hauptmann Wilhelm Bach mit etwa 900 Mann gehalten, die sich aus der Division Trento (400 Mann) und dem 104. Schützenregiment (500 Mann) der 15. Panzerdivision zusammensetzte. Die 5. Leichte Division wurde von Rommel kurz vor Beginn der Operation Battleaxe in eine Bereitschaftsstellung südlich von Tobruk verlegt, damit diese im Bedarfsfall als mobile Reserve eingesetzt werden konnte. Insgesamt konnten die Achsenmächte knapp über 13.000 Mann zur Abwehr der Operation Battleaxe einsetzen, sowie 196 Panzer (davon 89 leichte, 107 mittlere und schwere Panzer), 130 Jagdflugzeuge (60 deutsche, 70 italienische) und 84 Bomber (59 deutsche, 25 italienische).
- Deutsches Afrikakorps, Generalleutnant Erwin Rommel
  - 15. Panzerdivision
  - 5. Leichte Division
  - 102. Motorisierte Division “Trento”

## Verlauf der Operation

### Tag 1
Die Operation Battleaxe lief zunächst wie geplant an. Die alliierten Luftstreitkräfte griffen wie geplant wiederholt feindliche Versorgungskolonnen und Flugplätze an. Aufgrund des starken Begleitschutzes sahen sich die Achsenmächte zunächst nur zu sporadischen Gegenangriffen in der Lage. Insgesamt konnten die drei alliierten Angriffskeile weitgehend ungehindert in die vorgesehenen Angriffsstellungen vorrücken.

#### Angriff auf den Halfaya-Pass

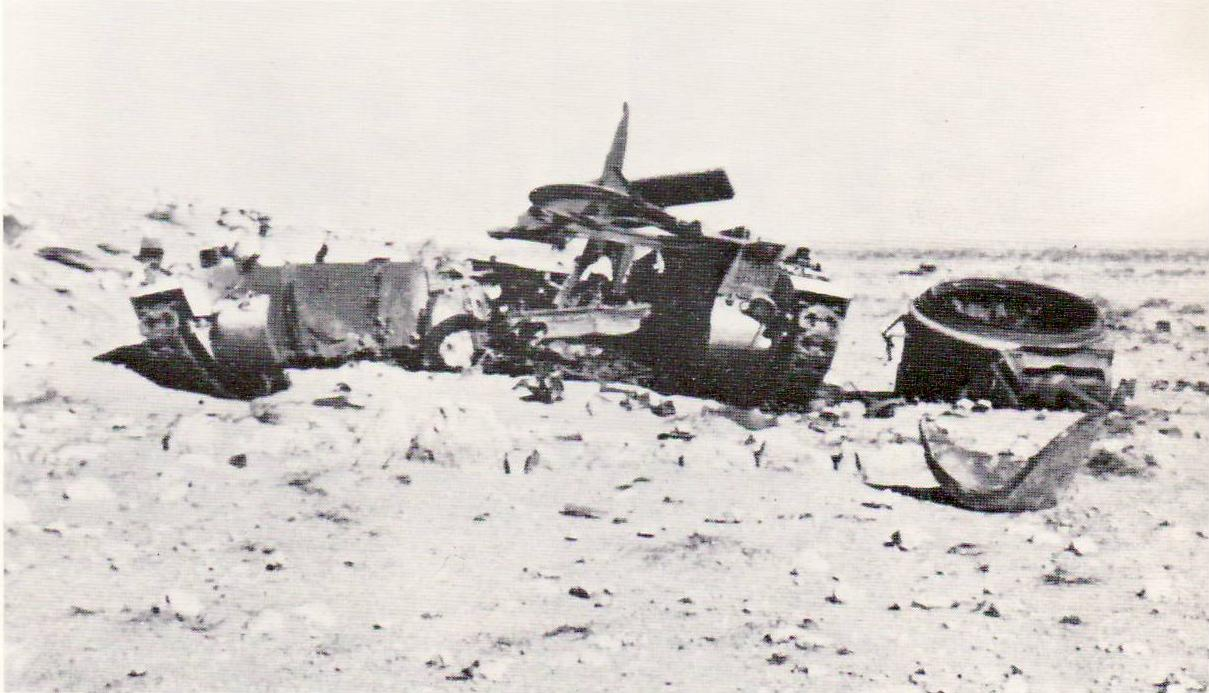
Ein nach mehreren Treffern in Trümmern liegender britischer Matilda-Panzer, 17. Juni 1941

Im Osten griff um 5:15 Uhr die so genannte Coast Force, kommandiert von Brigadier Reginald Savory, die Stellungen der Achsenmächte am Halfaya-Pass an. Die Angriffsspitze wurde vom 2. Bataillon des Highlanderregiments sowie 13 Panzern des 4. Panzerregiments und einer Artilleriebatterie gebildet. Es folgten zwei indische Bataillone, kleinere Teile des 4. Panzerregiments und einige 25-Pfünder-Geschütze.
Um 5:40 Uhr hätte die britische Artillerie das Feuer auf die deutschen und italienischen Truppen eröffnen sollen, um Schutz für die vorrückenden Panzer und Infanterie zu geben, doch die Batterie blieb im weichen Sand stecken. Der Angriff wurde zunächst auf 6:00 Uhr verschoben, schließlich dann aber doch ohne Artillerieunterstützung begonnen. Den Achsenmächten gelang es, in ihren gut ausgebauten Stellungen alle Angriffe des Highlanderregiments abzuwehren. Insbesondere das 4. Panzerregiment erlitt schwere Verluste, so dass bis zum Nachmittag nur noch zwei der anfangs 13 Panzer einsatzfähig waren. Auch die Angriffe der nachfolgenden Truppenteile wurden unter großen Verlusten für die Alliierten abgewiesen.

#### Die Eroberung des Forts Capuzzo
Die Alliierten erreichten die strategisch bedeutsame Stellung Fort Capuzzo zur Mittagszeit des ersten Tages. Es gelang ihnen schnell, die Verteidiger zu überwinden und das Fort einzunehmen. Die Verteidiger mussten sich auf die nördlich von Capuzzo gelegenen Stellungen der 15. Panzerdivision zurückziehen. Rommel hatte groß angelegte Gegenangriffe untersagt. Vielmehr sollten die Briten durch punktuelle, schnelle Angriffe mit sofortigem Rückzug zu einer Verfolgung veranlasst werden. Sein Ziel war es, die britischen Panzer so von den eigenen Truppen zu trennen und einzeln vernichten zu können. Während dieses ersten Tages der Gefechte verstärkten die Alliierten aber vor allem ihre Stellungen in Fort Capuzzo, so dass es nur zu wenig Scharmützeln mit insgesamt nur geringen Verlusten auf beiden Seiten kam. Als Reaktion auf die Festsetzung der Briten in Fort Capuzzo verlegte Rommel die 5. Leichte Division nach Sidi Azeiz, um damit schneller auf mögliche Vorstöße in Richtung Sollum reagieren zu können.

#### Angriff auf den Hafid-Grat
Der am weitesten südliche Angriffskeil der Alliierten war mit den Crusader-Panzern neuen Typs ausgestattet und sollte die auf dem Hafid-Grat – einer Formation dreier beieinander stehender Bergrücken – vermutete Stellung der 15. Panzerdivision überwältigen. Sie trafen dort um etwa 9:00 Uhr ein, mussten allerdings zu ihrer Überraschung feststellen, dass der Bergrücken vor allem von Infanterie und gut eingegrabenen Panzerabwehrgeschützen verteidigt wurde. Die britischen Crusader-Panzer, die nur eine unzureichende Anti-Infanteriebewaffnung hatten, gerieten bei einem ersten Frontalangriff in schwere Gefechte. Aus kurzer Distanz konnten zwei Crusader durch Panzerabwehrgeschütze ausgeschaltet werden, die restlichen alliierten Panzer zogen sich daraufhin hastig zurück.
Der nächste Angriff auf den ersten Bergrücken erfolgte über die Flanken. Obwohl die Verteidiger hiervon überrascht wurden, gelang es ihnen, auch diesen Angriff zunächst abzuwehren. Trotzdem zogen sie sich anschließend in Richtung des zweiten Bergrückens zurück. Die alliierten Panzer setzten sofort zur Verfolgung der vermeintlich geschlagenen Verteidiger an. Schnell wurde aber klar, dass es sich hierbei um eine gut vorbereitete Finte handelte. Die Panzerabwehrgeschütze der Achsenmächte hatten nämlich kurz hinter dem zweiten Bergrücken, außer Sichtweite der nachrückenden Verfolger, erneut Stellung bezogen. Sobald die britischen Panzer den Bergkamm überquerten, wurden sie von den Geschützen aus kürzester Distanz unter Feuer genommen. In wenigen Minuten waren elf Crusader-Panzer zerstört und weitere sechs schwer beschädigt. Zwar erlitten auch die Verteidiger schwere Verluste, trotzdem mussten die Verfolger sich zurückziehen. Als dann noch etwa 30 deutsche Panzer der 5. Leichten Division von Westen heranrückten, war den Alliierten klar, dass eine Einnahme des Bergrückens an diesem Tag nicht mehr gelingen würde. Die hereinbrechenden Dunkelheit beendete schließlich alle weiteren Kampfhandlungen an diesem Tag.

### Tag 2

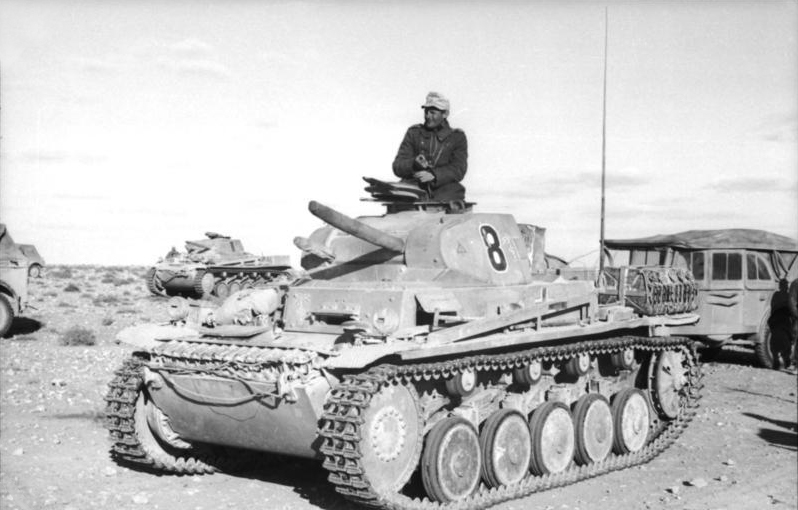
Deutscher Panzer II der 15. Panzerdivision in Nordafrika, April 1941

Bereits nach dem ersten Tag wurde für die Alliierten deutlich, dass die Offensive deutlich hinter den gesteckten Zielen zurückbleiben würde. Lediglich die Einnahme von Fort Capuzzo war geglückt, während alle anderen Ziele verfehlt wurden. Darüber hinaus hatten die Alliierten immense Verluste an Panzern erlitten: Die 7. Gepanzerte Brigade verfügte am Ende des Tages nur noch über 48 der ursprünglich 90 Cruiser-Panzer, die 4. Gepanzerte Brigade hatte von ihren knapp 100 Matilda-Panzern etwa die Hälfte verloren. Gleichwohl änderte Beresford-Peirse die ursprüngliche Operationsplanung kaum. Die 11. Infanteriebrigade sollte weiterhin versuchen, den Halfaya-Pass einzunehmen, während die 4. und 7. Gepanzerte Brigade nun die nach Süden vorgerückte deutsche 5. Leichte Division in die Zange nehmen und aufreiben sollten.
Rommel wiederum wusste von diesem Vorhaben und sah vor, die Leichte Division weiter nach Süden zu schicken, bis sie schließlich bei Sidi Omar nach Osten abbiegen sollte, durch die feindlichen Linien stoßen und von Südwesten bis auf den Halfaya-Pass vorrücken. Die 15. Panzerdivision würde derweil vor Fort Capuzzo bleiben, um die dortigen alliierten Truppen zu binden.

#### Halfaya-Pass
Die 11. Infanteriebrigade nahm am zweiten Tag ihre Angriffe auf den Halfaya-Pass wieder auf, allerdings erneut ohne nennenswerte Fortschritte zu erreichen. Im Verlauf des Tages gelang es lediglich, die Verteidiger einzukreisen und so von jeder Versorgung abzuschneiden. Entgegen den Anweisungen von Beresford-Peirse wurden die verbliebenen Matilda-Panzer nicht abgezogen, sondern blieben als Reserve für einen möglichen Durchstoß durch die Linie der Verteidiger vor Ort.

#### Gegenangriff auf Fort Capuzzo
Um 6 Uhr morgens begann der Kommandeur der 15. Panzerdivision, Generalmajor Walter Neumann-Silkow, einen Gegenangriff auf das am Tag zuvor von den Briten eroberte Fort Capuzzo. Er ließ seine Panzer in zwei Reihen aufstellen und griff Capuzzo von zwei Seiten aus an. Der Angriff verlief von Anfang an schlecht. Die Panzer gerieten schnell unter Abwehrfeuer von britischen 25-Pfünder-Kanonen und Matilda-Panzern, die in befestigten Positionen eingegraben waren. Bis 10 Uhr vormittags waren 50 Panzer nicht mehr einsatzfähig, und der Angriff wurde schließlich gegen 12 Uhr abgebrochen. Die Alliierten besetzten anschließend das Gelände der Kaserne bei Sollum, um den Angreifern eine Umgehung und eine mögliche Verbindung zu den Verteidigern des Halfaya-Passes zu verwehren.

#### Die laufende Schlacht an der westlichen Flanke
Bis Anbruch des zweiten Tages war die 5. Leichte Division südlich bis zum westlichen Rand des Hafid-Grats vorgestoßen. Östlich der Frontlinie hatte die britische 7. Gepanzerte Brigade diese Bewegung nachvollzogen und wurde ab Sidi Omar von der 7. Unterstützungsgruppe unterstützt. Während ihrer Bewegung Richtung Süden lieferten sich beide Streitmächte beständig Scharmützel, die ungünstig für die Alliierten verliefen. Zwar gelang es den britischen Panzern, eine Reihe von ungepanzerten deutschen Fahrzeugen auszuschalten. Insbesondere gegen die deutschen Panzer konnten sie allerdings wenig ausrichten. Die 5. Leichte Division nutzte dabei wiederholt die deutlich höhere Schussweite (ca. 2750 m) ihrer Panzer. Auf große Entfernung nahm sie dabei insbesondere die alliierten 25-Pfünder-Kanonen unter Feuer, so dass die gegnerischen Panzer ohne Unterstützung vorrücken mussten. Die vergleichsweise geringe Schussweite der britischen Panzer von nur etwa 460 m ließ auch dann noch genügend Zeit, diese unter effektives Feuer zu nehmen. Gelangten die britischen Panzer schließlich doch nahe genug heran, zogen sich die schweren deutschen Panzer schnell hinter einen Schirm aus Abwehrgeschützen zurück, während die leichteren eine seitliche Ausweich- und Umfassungsbewegung ausführten. Im Verlauf des Tages hatten die Alliierten auf diese Weise erneut große Verluste bei ihren gepanzerten Kräften. Weitere Ausfälle durch technisches Versagen in der lebensfeindlichen Umgebung verschärften diese Entwicklung noch.
Zu Ende des Tages musste sich die 7. Gepanzerte Brigade schließlich aus den Kämpfen lösen. Ein letzter deutscher Angriff um 19 Uhr endete mit weiteren schweren Verlusten auf britischer Seite und wurde nur durch die hereinbrechende Dämmerung beendet.

### Tag 3
Am dritten Tag um 4:30 Uhr morgens gingen die deutschen Panzerverbände schließlich zu einem breiten Angriff über. Während die 5. Leichte Division ab 6 Uhr auf die 7. Gepanzerte Brigade traf und diese bis 8 Uhr bis nach Sidi Suleiman zurückgetrieben hatte, verließ die 15. Panzerdivision ihre Stellungen vor Fort Capuzzo, um südlich davon bis zum Halfaya-Pass vorzustoßen. General-Major Messervy deutete die Bewegungen als weiteren Angriff auf seine Stellungen und ließ die 4. Gepanzerte Brigade daher nicht wie geplant zur Verstärkung der 7. Brigade nach Süden verlegen. Die fortgesetzten Angriffe sowie die ausbleibenden Verstärkungen aus Fort Capuzzo versetzten General-Major Creagh in den Alarmzustand. Er sandte eine Nachricht an Beresford-Peirse, bat um seine Anwesenheit und Befehle. Wavell, der bei Eintreffen der Nachricht bei Bedesford-Peirse weilte, übernahm das Kommando der Operation und flog zu Creaghs Kommandoposition. Auch dieser Funkspruch wurde von den Deutschen mitgehört und bestärkte Rommel in der Annahme, dass die alliierten Truppen kurz vor dem Kollaps ständen und der Angriff verstärkt werden müsse.
Zu diesem Zeitpunkt waren die 5. Leichte Division und die 15. Panzerdivision, die von Südwesten bzw. Nordwesten aus angriffen, jeweils nur noch etwa 14 km vom Halfaya-Pass entfernt. Um 10 Uhr trafen sie auf ihrem Vormarsch nach Osten auf die verbliebenen Matildas der 4. Gepanzerten Brigade, die sich schließlich doch mit den restlichen Crusader-Panzern und der Artillerie der 7. Gepanzerten Brigade und der 7. Unterstützungsgruppe vereinigt hatten. Die Panzer hatten einen Abwehrschirm gebildet, um den Rückzug der 22. Guards-Brigade und 11. Indischen Infanteriebrigade auf den Kommandoposten Creaghs zu decken.
Um 10:45 kontaktierte Messervy Creagh per Funk. Diesmal wurde der gesamte Funkverkehr in Hindi geführt, da beide Kommandeure vermuteten, dass der Funkverkehr von den Deutschen abgehört wurde. Messervy teilte mit, dass er seiner Infanterie den Befehl gegeben habe, sich von Capuzzo aus auf den Halfaya-Pass zurückzuziehen. Wavell und Beresford-Peirse, die etwa zur Mittagszeit beim Kommandoposten eintrafen, bestätigten den Rückzug angesichts der ernsten Situation. Den britischen Panzern gelang es schließlich, den deutschen Vormarsch lange genug aufzuhalten, um der begleitenden Infanterie den Rückzug hinter den Halfaya-Pass zu ermöglichen.

## Folgen
Bereits wenige Stunden nach Beginn der Offensive wurde deutlich, dass die Alliierten den Widerstand der Achsenmächte deutlich unterschätzt hatten. Die von Rommel nur wenige Wochen zuvor angeordneten Verstärkungen der Frontlinie sowie die flexible Positionierung der beiden Panzerdivisionen ermöglichten es ihnen, den Angriff vergleichsweise gut abzufedern. Der abgehörte alliierte Funkverkehr verschaffte Rommel dabei fortwährend einen wichtigen taktischen Vorteil, der es ihm ermöglichte, bereits am zweiten Tag die Initiative zu ergreifen. Lediglich die klare Einschätzung der Situation und der Rückzug am dritten Tag verhinderte eine Einkreisung und Vernichtung der alliierten Truppen.
Archibald Wavell wurde in der Folge für den Fehlschlag der Operation verantwortlich gemacht und musste seine Position als Oberkommandierender des nordafrikanischen Kriegsschauplatzes an Claude Auchinleck abgeben. Erwin Rommel wurde, nicht zuletzt aufgrund der erfolgreichen Abwehr der britischen Offensive im Juli 1941, zum General der Panzertruppe befördert.
Die Briten machten Erfahrungen zur Kampfkraft ihres Crusader-Panzers.
Ihm fehlte aufgrund der Bewaffnung mit einer 40-mm-Kanone und dem damit hergehenden Fehlen von Sprenggranaten (HE) die Fähigkeit, deutsche Panzerabwehrkanonen wirksam bekämpfen zu können. Aufgrund seiner eigenen schwachen Panzerung war der Crusader den deutschen Panzerabwehrwaffen fast schutzlos ausgeliefert.
Der später gebaute Crusader III erhielt deshalb eine stärkere Kanone; damit näherte sich seine Kampfkraft der der deutschen Panzer III J und Panzer IV F2.
Den italienischen Panzern M11/39 und M13/40 war der Crusader überlegen.